# Dick Tillman
Richard Lloyd Tillman, conocido como Dick Tillman (Elkhart, Indiana; 27 de noviembre de 1936-Syracuse, Indiana; 15 de octubre de 2020), fue un regatista estadounidense.

## Biografía
Empezó a navegar en la clase Snipe en el Club de Yates Wawasee como tripulante de los hermanos Alan (Buzz), Frank y Harry Levinson antes de incorporarse a la Academia Naval de los Estados Unidos, donde ganó el campeonato nacional universitario con su equipo, los Navy Midshipmen, en 1957, y fue elegido miembro del "Salón de la Fama" de la Inter-Collegiate Sailing Association of North America en 1970. En 1959 ganó el Campeonato de Estados Unidos de la clase Snipe y la medalla de bronce en los Juegos Panamericanos. En 1965 volvió a ganar otro campeonato nacional, esta vez en la clase Finn, además del Campeonato de América del Norte de esta clase.
En 1971, 1972 y 1973 volvió a ganar el Campeonato de América del Norte, pero en la clase Láser. En 1976 formó parte del equipo olímpico de vela de Estados Unidos como suplente. En categoría máster fue campeón del mundo de Sunfish en 1995, 1996, 1998 y 2002, y de Láser, en la categoría Great Grand Masters, en 2002.

## Dirigente deportivo
Fue comodoro de la Snipe Class International Racing Association, presidente de la International Sunfish Class Association y presidente de la Windsurfing Class Association.

## Premios y galardones
Fue elegido "Mejor Regatista del Año de Estados Unidos" en 1965. 

## Publicaciones
Publicó el libro The Complete Book of Laser Sailing, de Ediciones McGraw Hill, en 2005.